# 根津駅
根津駅（ねづえき）は、東京都文京区根津一丁目にある、東京地下鉄（東京メトロ）千代田線の駅である。駅番号はC 14。

## 歴史
- 1969年（昭和44年）12月20日：開業。
- 2004年（平成16年）4月1日：帝都高速度交通営団（営団地下鉄）民営化に伴い、当駅は東京地下鉄（東京メトロ）に継承される[2]。
- 2007年（平成19年）3月18日：ICカード「PASMO」の利用が可能となる[3]。
- 2018年（平成30年）10月27日：発車メロディを導入。

## 駅構造
単式ホーム1面1線上下2層構造の地下駅で、1番線ホームの下に2番線ホームが設置されている。駅中心部における地表からレール面までの深さは、1番線が10.0 m、2番線が15.8 mある。
当駅から町屋にかけては地上道路（都道437号（不忍通り）・都道457号（道灌山通り）・都道313号（尾竹橋通り））の幅が十分でないことから、途中の千駄木、西日暮里を含めて上下2層の駅間トンネル・駅構造となっている。
改札口は1番線ホームのある地下1階の湯島寄り「不忍池方面改札」と、千駄木寄り「根津交差点方面改札」の2か所あり、駅事務室は根津交差点方面改札に併設されている。各ホーム間を連絡するエスカレーターは南北に各1基、エレベーターは2番出入口付近と不忍池方面改札外コンコースを連絡するものが1基（台東区側にかかっている）と、不忍池方面改札付近のホーム間を連絡するものが1基設置されている。

### のりば
| 番線 | 路線     | 行先                     |
| ---- | -------- | ------------------------ |
| 1    | 千代田線 | 代々木上原・伊勢原方面   |
| 2    | 千代田線 | 北綾瀬・我孫子・取手方面 |

（出典：東京メトロ:構内図）

### 発車メロディ
2018年10月27日よりスイッチ制作の発車メロディ（発車サイン音）を使用している。
曲は1番線が「花便り」、2番線が「ほっと一息」（いずれも福嶋尚哉作曲）である。

## 利用状況
2024年度の1日平均乗降人員は27,937人であり、東京メトロ全130駅中113位。
近年の1日平均乗降・乗車人員推移は下表の通り。
| 年度               | 1日平均 乗降人員 | 1日平均 乗車人員 | 出典     |
| ------------------ | ---------------- | ---------------- | -------- |
| 1969年（昭和44年） | 9,441            | 4,631            | [ * 1 ]  |
| 1970年（昭和45年） | 11,820           | 5,898            | [ * 2 ]  |
| 1971年（昭和46年） | 20,300           | 10,017           | [ * 3 ]  |
| 1972年（昭和47年） | 23,308           | 11,471           | [ * 4 ]  |
| 1973年（昭和48年） | 25,795           | 12,724           | [ * 5 ]  |
| 1974年（昭和49年） | 27,815           | 13,860           | [ * 6 ]  |
| 1975年（昭和50年） | 27,217           | 13,560           | [ * 7 ]  |
| 1976年（昭和51年） | 27,775           | 13,864           | [ * 8 ]  |
| 1977年（昭和52年） | 28,832           | 14,465           | [ * 9 ]  |
| 1978年（昭和53年） | 28,729           | 14,422           | [ * 10 ] |
| 1979年（昭和54年） | 29,372           | 14,500           | [ * 11 ] |
| 1980年（昭和55年） | 29,421           | 14,824           | [ * 12 ] |
| 1981年（昭和56年） | 30,149           | 15,182           | [ * 13 ] |
| 1982年（昭和57年） | 30,235           | 15,042           | [ * 14 ] |
| 1983年（昭和58年） | 30,090           | 15,090           | [ * 15 ] |
| 1984年（昭和59年） | 30,315           | 15,480           | [ * 16 ] |
| 1985年（昭和60年） | 31,419           | 15,938           | [ * 17 ] |
| 1986年（昭和61年） | 32,589           | 16,477           | [ * 18 ] |
| 1987年（昭和62年） | 32,440           | 16,627           | [ * 19 ] |
| 1988年（昭和63年） | 32,731           | 16,678           | [ * 20 ] |
| 1989年（平成元年） | 32,081           | 16,559           | [ * 21 ] |
| 1990年（平成02年） | 33,049           | 16,976           | [ * 22 ] |
| 1991年（平成03年） | 33,375           | 17,154           | [ * 23 ] |
| 1992年（平成04年） | 33,118           | 17,320           | [ * 24 ] |
| 1993年（平成05年） | 33,068           | 17,025           | [ * 25 ] |
| 1994年（平成06年） | 32,927           | 16,502           | [ * 26 ] |
| 1995年（平成07年） | 31,978           | 16,316           | [ * 27 ] |
| 1996年（平成08年） | 29,481           | 14,927           | [ * 28 ] |
| 1997年（平成09年） | 28,371           | 14,412           | [ * 29 ] |
| 1998年（平成10年） | 27,457           | 13,852           | [ * 30 ] |
| 1999年（平成11年） | 26,148           | 13,431           | [ * 31 ] |
| 2000年（平成12年） | 25,542           | 13,122           | [ * 32 ] |
| 2001年（平成13年） | 23,991           | 12,489           | [ * 33 ] |
| 2002年（平成14年） | 24,314           | 12,567           | [ * 34 ] |
| 2003年（平成15年） | 24,072           | 12,423           | [ * 35 ] |
| 2004年（平成16年） | 24,230           | 12,247           | [ * 36 ] |
| 2005年（平成17年） | 24,913           | 12,493           | [ * 37 ] |
| 2006年（平成18年） | 24,715           | 12,438           | [ * 38 ] |
| 2007年（平成19年） | 25,743           | 13,000           | [ * 39 ] |
| 2008年（平成20年） | 25,760           | 13,068           | [ * 40 ] |
| 2009年（平成21年） | 25,518           | 12,937           | [ * 41 ] |
| 2010年（平成22年） | 25,502           | 12,887           | [ * 42 ] |
| 2011年（平成23年） | 25,199           | 12,783           | [ * 43 ] |
| 2012年（平成24年） | 25,579           | 12,885           | [ * 44 ] |
| 2013年（平成25年） | 26,133           | 13,172           | [ * 45 ] |
| 2014年（平成26年） | 26,527           | 13,321           | [ * 46 ] |
| 2015年（平成27年） | 27,538           | 13,842           | [ * 47 ] |
| 2016年（平成28年） | 28,351           | 14,266           | [ * 48 ] |
| 2017年（平成29年） | 28,598           | 14,389           | [ * 49 ] |
| 2018年（平成30年） | 29,196           | 14,693           | [ * 50 ] |
| 2019年（令和元年） | 29,579           | 14,863           | [ * 51 ] |
| 2020年（令和02年） | 18,833           |                  |          |
| 2021年（令和03年） | 20,820           |                  |          |
| 2022年（令和04年） | 24,206           |                  |          |
| 2023年（令和05年） | 26,589           |                  |          |
| 2024年（令和06年） | 27,937           |                  |          |

## 駅周辺
このエリアにはレトロな建物や伝統ある建物が比較的残されているため、それらを鑑賞する目的で散策する観光客も多い。周辺の「谷中」「千駄木」と合わせて「谷根千」と称される。
- 文京区根津地域活動センター
  - 文京区立図書館 根津図書室
- 東京大学 - 東京大学の本郷キャンパス内にある経済学部、教育学部、薬学部などが赤門側にあり、その最寄り駅が本郷三丁目駅であるのに対して、工学部ならびに理学部の多くの建物は弥生門側にあるので、理系の学生は当駅の方が最寄り駅という場合が多い。なお、農学部は弥生キャンパスにあるため東大前駅へのアクセスがよく、正門に近い法学部や文学部は、本郷三丁目駅と東大前駅のほぼ中間に位置する。浅野キャンパスと武田先端知ビルも当駅が最寄り駅である。
- 東京芸術大学上野キャンパス
- 文京学院大学
- 日本医科大学 千駄木キャンパス
  - 日本医科大学付属病院
- 郁文館夢学園
- 東京都立上野高等学校
- 弥生美術館・竹久夢二美術館
- 大名時計博物館
- 根津神社
- 谷中霊園
- 弥生貝塚
- 上野恩賜公園
  - 駅構内に恩賜上野動物園（池之端門）への案内表示がある。
- 文京根津郵便局
- みずほ銀行 根津支店
- 澤の屋旅館
- 赤札堂
- 池之端しのぶ亭（三遊亭好楽が自宅に併設した寄席）
- 上野グリーンクラブ

### バス路線
不忍通りと言問通りの根津一丁目交差点付近にある根津駅前が最寄り停留所となる。東京都交通局および日立自動車交通により運行される以下の路線バスが発着する。
- 都営バス
  - 上26：亀戸駅前行 / 上野公園行
  - 上58：早稲田行 / 上野松坂屋前行
  - 上60：大塚駅前行・池袋駅東口行 / 上野公園行
- 日立自動車交通
  - 台東区循環バス「東西めぐりん」（鶯谷駅経由・日医大回りルート）：京成上野駅・上野駅・浅草駅・新御徒町駅方面

## ギャラリー

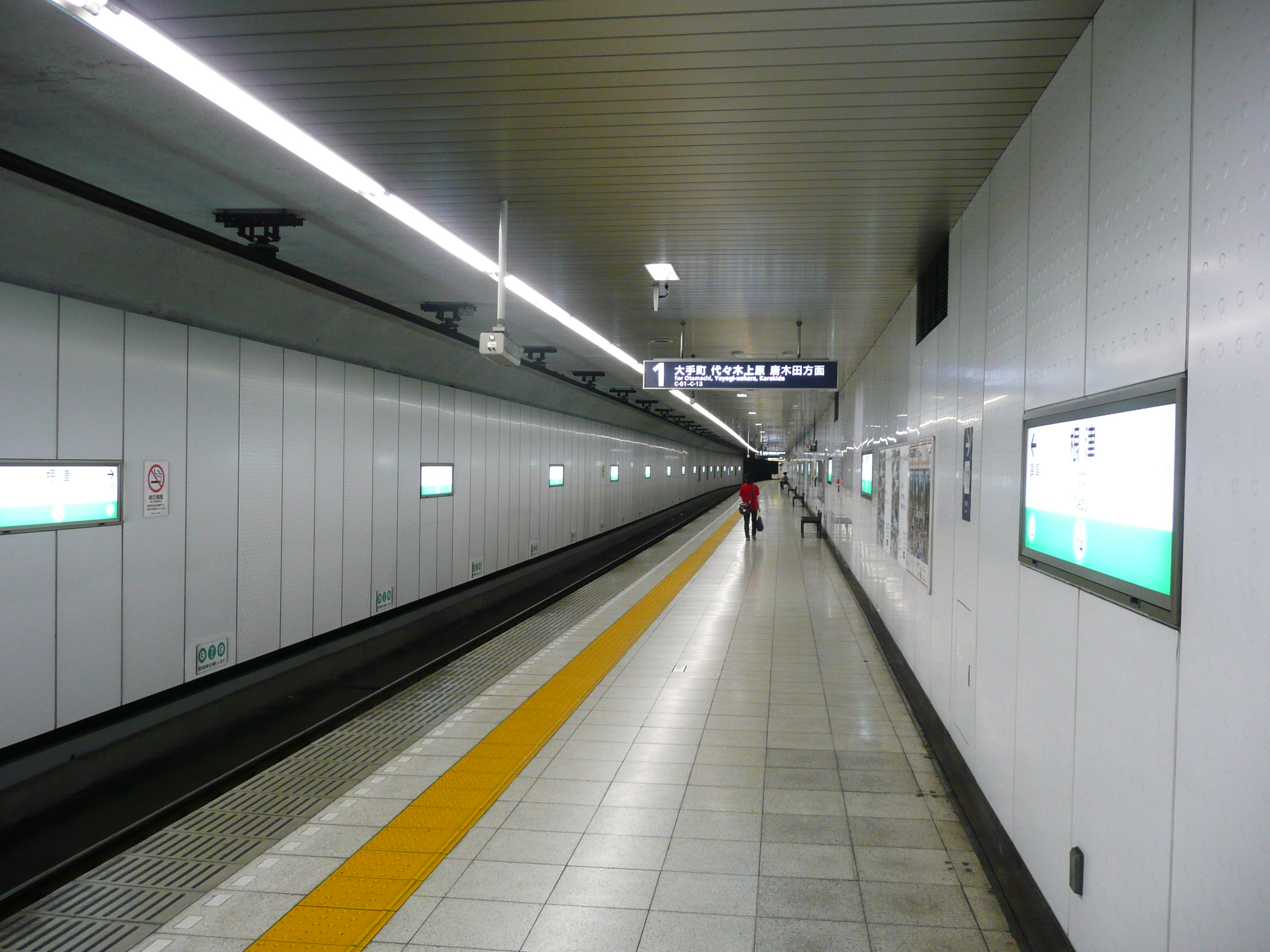
1番線ホーム（2010年5月）
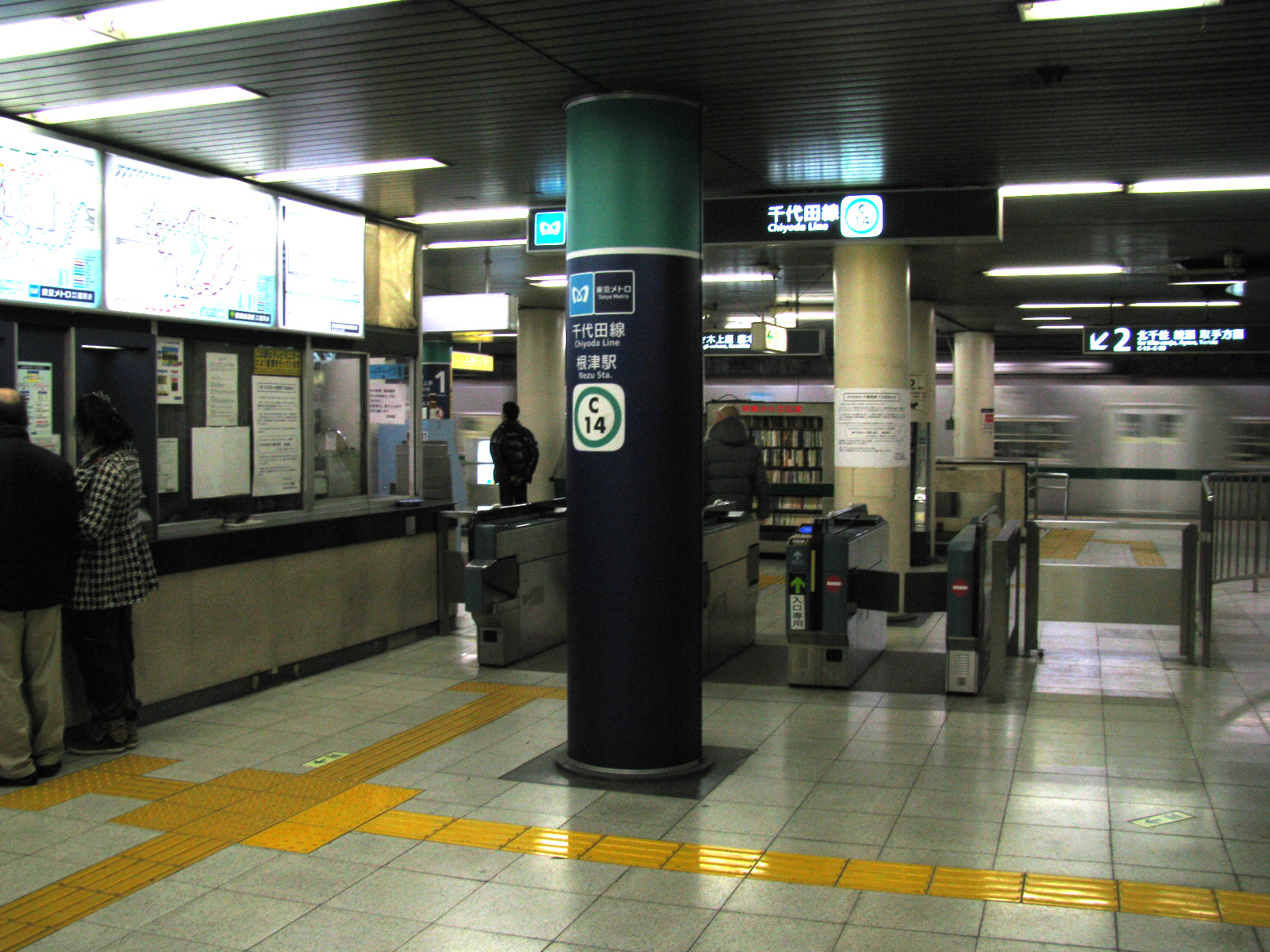
改装工事前の改札口（2008年10月2日）
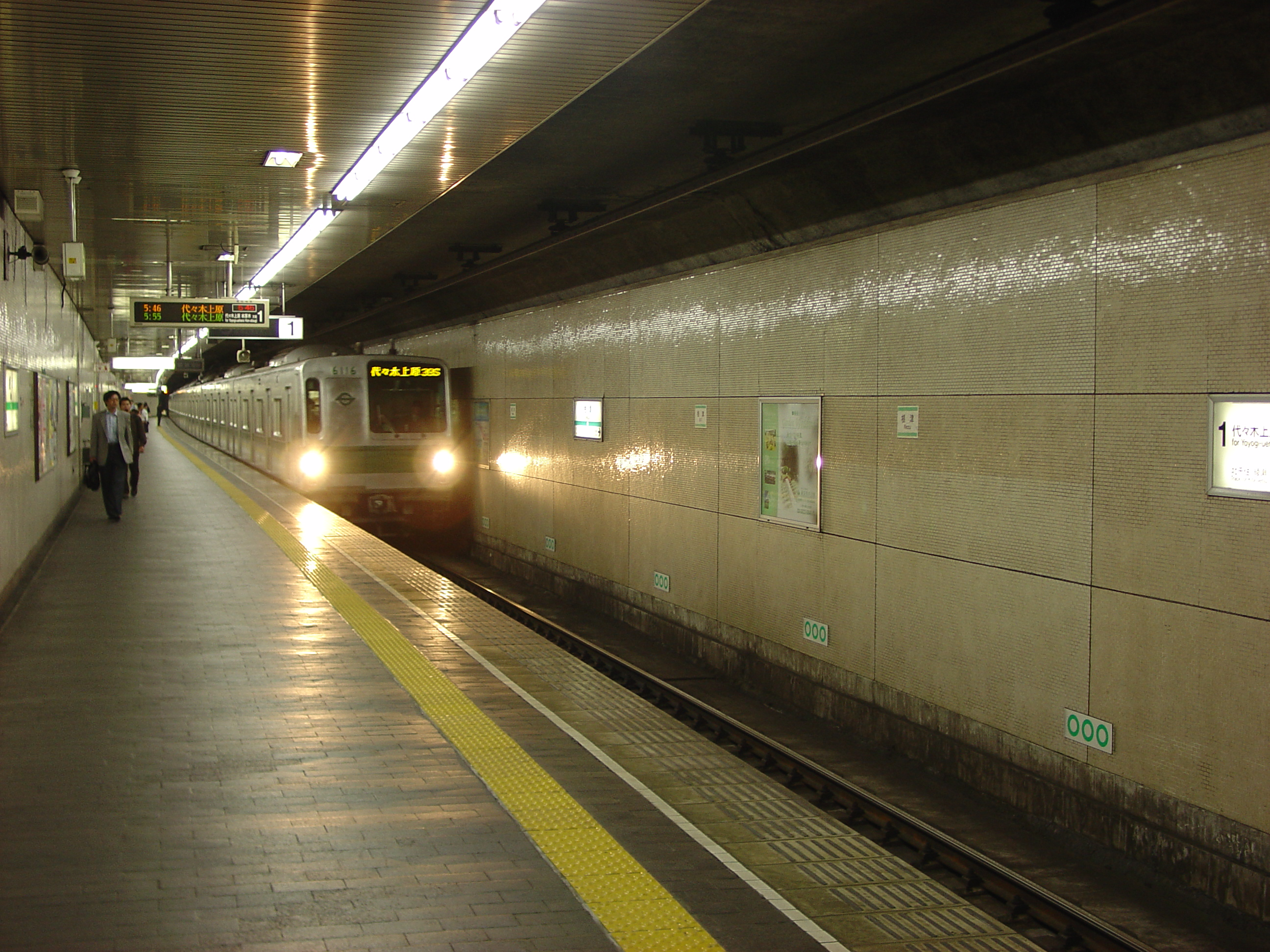
改装工事前のプラットホーム（2003年3月29日）
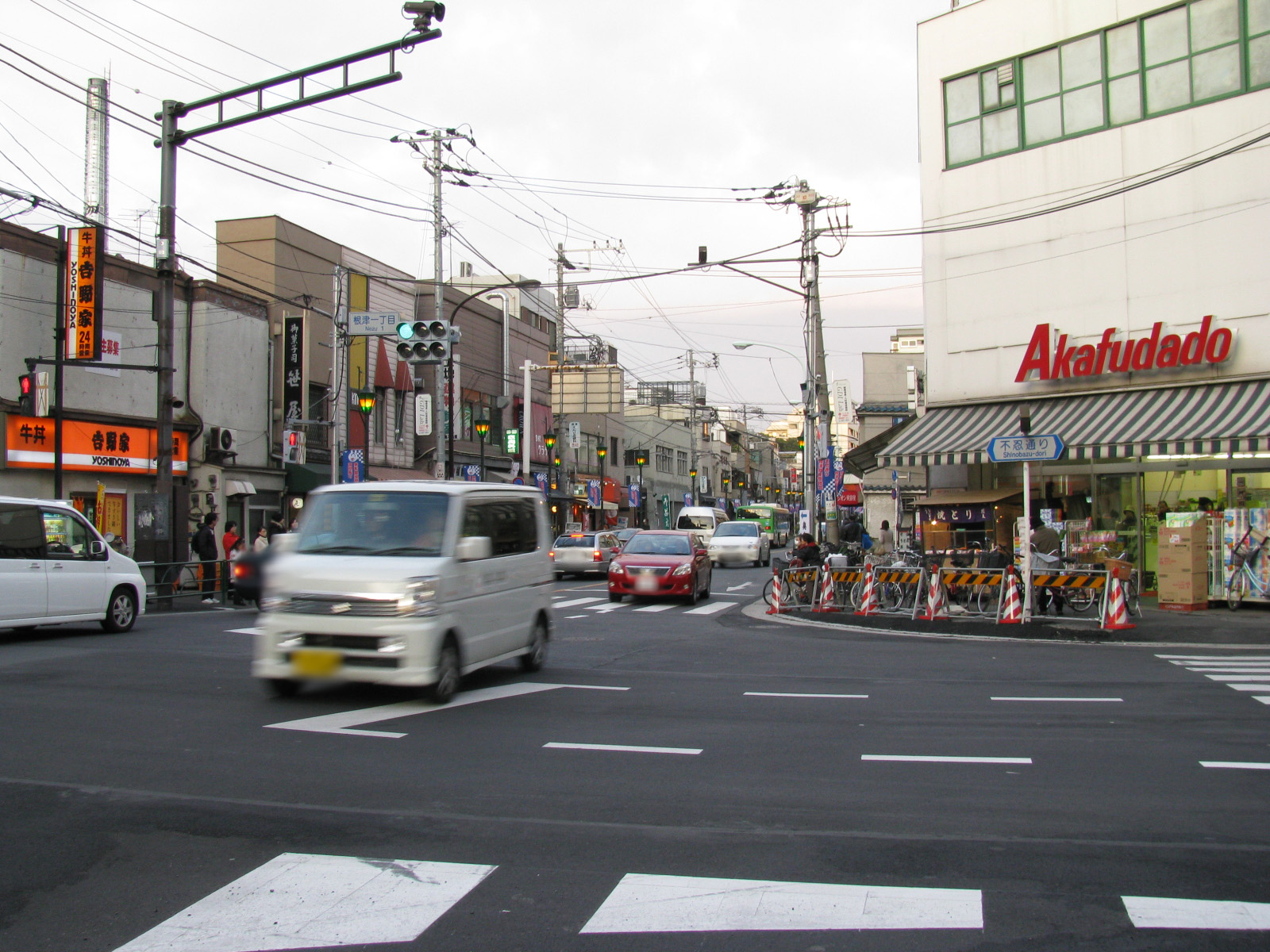
駅地上部の様子（2008年10月2日）
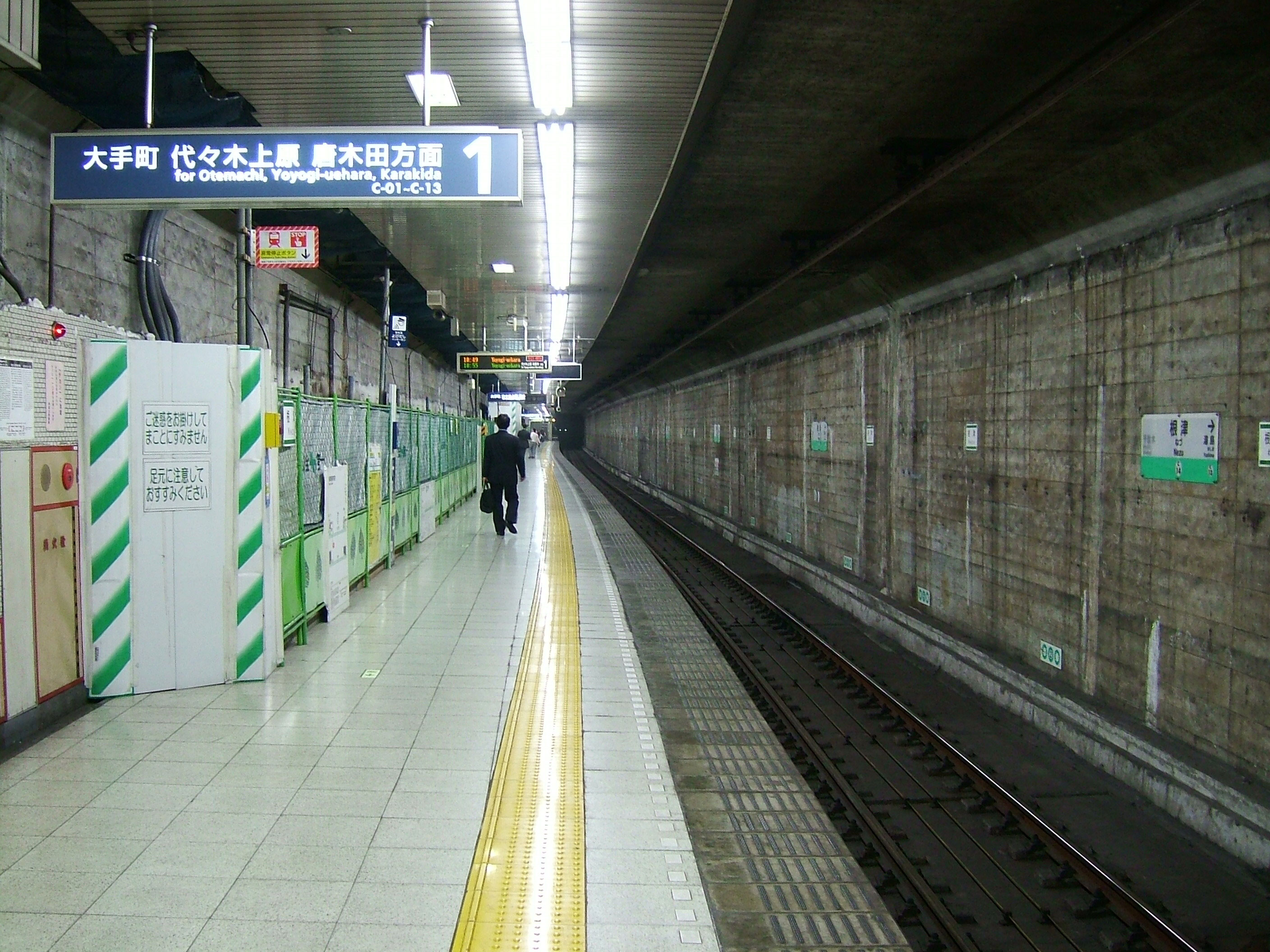
工事中の根津駅

## その他
- 2005年頃から2009年まで、床と側壁の改装工事を行った。これにより側壁のほとんどが白色となったほか、黒色のベンチが設置されるなど、レトロな街・根津らしさを強調したものになった。
- 根津駅構内には、持ち寄られた文庫本を駅利用者が利用できるようにメトロ文庫が設けられている。文庫棚は千代田線6000系車輌の形状の外皮に納められている。
- 千駄木寄り改札口そばに金魚の水槽があり、電車からも見える。

## 隣の駅
東京地下鉄（東京メトロ）
 千代田線
湯島駅 (C 13) - 根津駅 (C 14) - 千駄木駅 (C 15)